# (500039) 2011 SM156
(500039) 2011 SM156 es un asteroide perteneciente al cinturón de asteroides, descubierto el 26 de septiembre de 2011 por el equipo del Pan-STARRS desde el Observatorio de Haleakala, Hawái, Estados Unidos.

## Designación y nombre
Designado provisionalmente como 2011 SM156.

## Características orbitales
2011 SM156 está situado a una distancia media del Sol de 3,139 ua, pudiendo alejarse hasta 3,260 ua y acercarse hasta 3,017 ua. Su excentricidad es 0,038 y la inclinación orbital 9,358 grados. Emplea 2031,49 días en completar una órbita alrededor del Sol.
Los próximos acercamientos a la órbita de Júpiter se producirán el 5 de marzo de 2096, el 8 de julio de 2106 y el 6 de diciembre de 2116, entre otros.

## Características físicas
La magnitud absoluta de 2011 SM156 es 15,9.